# Мирославка (Житомирская область)
Миросла́вка (укр. Мирославка до 1960 года — Голодьки) — село на Украине, основано в 1593 году, находится в Бердичевском районе Житомирской области.
Население по переписи 2001 года составляет 973 человека. Почтовый индекс — 13341. Телефонный код — 4143. Занимает площадь 2,527 км².
Адрес местного совета: ул. Колхозная, 55